# Chrysóstomos Dimitríou
Chrysóstomos Dimitríou (en grec moderne : Χρυσόστομος Δημητρίου ; 1889 - 22 octobre 1958), également connu sous ses noms épiscopaux de Chrysostomos de Zante ou Chrysostomos de Trifylias et Olympias, est l'évêque orthodoxe de l'île de Zante pendant la Seconde Guerre mondiale et l'évêque orthodoxe de Triphylie et Olympie par la suite jusqu'à sa mort.
Il est connu pour avoir, avec le maire Lucas Carrer, sauvé de la Shoah les Juifs de l'île et pour cela a reçu le titre de Juste parmi les Nations.

## Biographie

### Avant la Seconde Guerre mondiale
Chrysóstomos Dimitríou naît en 1889 dans la ville du Pirée, le principal port d'Athènes. Il étudie la théologie à l'École théologique d'Athènes et est ordonné diacre en juillet 1916 puis prêtre le 11 mars 1917 par Théoclet Ier d'Athènes. Il sert ensuite comme prêcheur dans le diocèse de Démétrias et de Thèbes avant d'être envoyé étudier la théologie à Munich, en Allemagne, où il apprend l'allemand,. Pendant son séjour à Munich, il rencontre Adolf Hitler et les deux échangent sur la question du Nazisme.
Après son retour en Grèce, il est nommé secrétaire du Saint-Synode de l'Église de Grèce avant d'être ordonné métropolite de Zante. Dès le début de son travail en tant que métropolite à Zante, il montre de la sympathie envers les Juifs de l'île et pour cela, est critiqué par les fanatiques orthodoxes,. En 1935, il rejoint la secte du vieux-calendarisme, mais après avoir été condamné par le Saint-Synode, il publie une repentance publique et est réadmis comme métropolite légitime de Zante. Pendant son épiscopat, Chrysóstomos s'implique aussi dans les questions religieuses de son époque ; ainsi, il est influent pour l'un des deux mouvements de chants religieux en Grèce à son époque, notamment en soutenant Ioannis Sakellaridis.

### Seconde Guerre mondiale
Pendant la première partie de la guerre, l'île tombe sous l'occupation italienne. Il s'engage en faveur des prisonniers de guerre pour obtenir leur libération. Il est arrêté par les autorités et exilé à Athènes pendant un an avant de retourner dans son évêché,. Le 9 septembre 1943, six jours après la reddition de l'Italie, les Allemands prennent possession de l'île. Les nazis commencent à faire des plans pour déporter les Juifs de l'île, qui ont jusqu'alors survécu à l'Holocauste. L'administration de l'île passe sous les autorités d'occupation nazies, en l'occurrence le chef de la police allemande, Baerens et le colonel de la Wehrmacht, Alfred Lüth.
Ils demandent au métropolite et au maire Lucas Carrer de leur remettre une liste des Juifs résidant sur l'île afin de procéder à la déportation dans les camps de la mort,,. Le métropolite demande alors à Lucas Carrer de brûler la liste et se rend chez le gouverneur allemand, Lüth,. Il lui dit que les Juifs de l'île font « partie de son troupeau » et qu'il ne peut pas lui donner la liste, puis, face à son insistance, écrit son nom sur un bout de papier et déclare « Voici la liste. »,,. Dans d'autres échanges avec le gouverneur, il aurait déclaré que les Juifs « n'ont jamais dérangé personne », qu'ils « sont comme les autres Grecs » et que cela « offenserait grandement la population de Zante s'ils venaient à partir ». Par ailleurs, Chrysostomos Dimitriou aurait soudoyé le gouverneur avec un diamant. Selon Chrysostomos, les Juifs sont des « frères au sens spirituel », bien qu'ils ne soient pas orthodoxes.
Après avoir averti la communauté juive, il leur promet que les insulaires grecs les protégeraient, et malgré les tentatives des Allemands de procéder quand même à la déportation, la communauté juive de Zante parvient à échapper à la déportation,,. Ceci est rendu possible par l'aide apportée par les villages de montagne, qui peuvent alors cacher les Juifs. Selon les historiens, la totalité des 275 Juifs de l'île est sauvée par ce procédé. De plus, sa famille s'implique aussi dans la résistance, comme sa soeur, Vassiliki Stravolemos, qui parle aussi allemand et peut ainsi faire soigner les Juifs malades directement dans l'hopital allemand grâce à des médecins allemands complices.
Il aurait ensuite écrit un télégramme à Adolf Hitler en lui déclarant que les Juifs de l'île sont sous son autorité,. Ce télégramme a pu être consulté par des proches mais il a été perdu à la suite d'un tremblement de terre, ce qui rend son authenticité difficile à confirmer ou infirmer. Il soutient avoir suivi les ordres de l'archevêque d'Athènes, Damaskinos, qui avait alors déclaré : « J'ai pris ma croix. J'ai parlé au Seigneur et j'ai décidé de sauver autant d'âmes juives que possible. »
Selon une légende répandue au sein de la communauté juive et orthodoxe de Zante, il aurait de lui-même empêché le départ d'un convoi d'une soixantaine de déportés en se rendant devant le bateau censé les emmener. Cependant, il s'agit d'une légende, les Juifs n'ayant en réalité jamais été capturés et arrêtés sur l'île, étant cachés dans les montagnes.

### Après la Seconde Guerre mondiale
Après la guerre, la communauté juive finance les vitraux de l'église Saint Dimitri à Zante en son honneur. Il est ensuite transféré, peu avant sa mort, dans l'archevêché de Triphylie et d'Olympie, avant de mourir à Athènes le 22 octobre 1958.

## Postérité

### Historique
Le 7 novembre 1978, il reçoit le titre de Juste parmi les Nations, avec Lucas Carrer, pour ses actions visant à protéger les Juifs du génocide. Il est considéré comme l'un des exemples centraux de la Résistance grecque et de la lutte grecque contre la Shoah.

### Artistique
Il est un personnage dans Fugitive Pieces d'Anne Michaels, où il intervient pour sauver la communauté juive de l'île,,,. Dans un passage de Fig Tree de Arnold Zable, l'auteur met en relation Chrysostomos Dimitriou et la notion grecque de xénophilie.